# Ирина Маринова
Ирина Бисерова Маринова (родена на 6 май 1975 г.) е българска актриса. Известна е с озвучаването на реклами, филми и сериали.

## Кариера
Маринова е играла във вариете-театър „Албена“.
Започва да се занимава с дублаж около 2002 г. По-известни заглавия с нейно участие са „Стар Трек: Оригиналният сериал“, „Две момчета и едно момиче“, „Елиза“, „Листопад“ (дублаж на bTV), „Част от мен и „Коя е Саманта?“ (дублаж на студио Доли). Участва и в дублажите на анимационни сериали като „Отбор Гуфи“, „Фантастичната четворка“ (дублаж на студио Доли), „Голямото междучасие“, „Ким Суперплюс“ (в ролята на Адрена Лин), „Най-добрият ми приятел е маймуна“, „Бакуган: Бойци в действие“ и „Генератор Рекс“.
Измежду ролите на Маринова в нахсинхронните дублажи на анимационни филми са в „Шрек 2“, Еластина във „Феноменалните“ и „Феноменалните 2“, Лорета в „Роботи“, Бриджит в „Див живот“ и други.
През 2023 г. получава номинация за наградата „Икар“ в категорията „най-добър дублаж (актриса)“ за ролята на Горица в „Татенца“, заедно с Петя Абаджиева за за Амелия в „Кажи ми коя съм“ и Йорданка Илова за Кметицата в „Оглитата: Добре дошли в Смърделград“.
| Актриса         | Заглавия                                                                                                | Роли                                                                |
| --------------- | --- | ------------------------------------------------------------------- |
| Дженифър Гарнър | Джуно Денят на влюбените                                                                                | Ванеса Лоринг Джулия Фицпатрик                                      |
| Джоди Бенсън    | Малката русалка (дублаж на Арс Диджитал Студио, в трети сезон е Нина Гавазова) Флабър (дублаж на bTV)   | Ариел Уибо                                                          |
| Джулия Робъртс  | Светулки в градината Денят на влюбените                                                                 | Лиса Тейлър Капитан Кейт Хейзълтайн                                 |
| Ел Макферсън    | Батман и Робин (дублажи на студио Доли и bTV) Острието (дублаж на Медиа Линк)                           | Джули Мадисън Мики Морз                                             |
| Елизабет Хърли  | Пасажер 57 (дублаж на bTV) Шеметна сделка (дублаж на bTV)                                               | Сабрина Ричи Дяволът                                                |
| Карън Алън      | Похитителите на изчезналия кивот (дублаж на Медиа Линк) Индиана Джоунс и кралството на кристалния череп | Мериън Рейвънууд                                                    |
| Кейт Хъдсън     | Д-р Т. и жените Аз, ти и Дюпри (дублаж на Медиа Линк)                                                   | Ди Ди Травис Моли Томпсън Питърсън                                  |
| Кейти Касиди    | Стрелата (в епизоди 44–46 е Гергана Стоянова) Легендите на утрешния ден                                 | Лоръл Ланс/Черното канарче                                          |
| Клоуи Севини    | Зодиак Зловеща семейна история: Хотел                                                                   | Мелани Грейсмит Д-р Алекс Лоу                                       |
| Наташа Лион     | Блейд: Троица Роботи                                                                                    | Самърфийлд Лорета                                                   |
| Розамунд Пайк   | Развратникът Гневът на титаните Краят на света                                                          | Елизабет Малет Андромеда Сам Чембърлейн                             |
| Салма Хайек     | Отбор глупаци След залеза (дублаж на bTV)                                                               | Сержант Мередит Колко Лола Сирильо                                  |
| Сиена Милър     | Случай с теб Американски снайперист Разходка по Мисисипи                                                | Сара Тея Рене Кайл Симон                                            |
| Сюзън Сарандън  | Клиентът (дублаж на bTV) Котки и кучета (дублаж на Имидж Продакшън)                                     | Реджи Лав Айви                                                      |
| Ума Търман      | Като котка и куче Батман и Робин (дублажи на студио Доли и bTV) Моята супер бивша (дублаж на bTV)       | Ноел Слуарски Памела Айсли/Отровната Айви Джени Джонсън/Джи-мацката |
| Холи Хънтър     | Феноменалните Феноменалните 2                                                                           | Хелън Пар/Еластина                                                  |

## Личен живот
Омъжена е и има една дъщеря.

## Филмография
- Огледалото на дявола (2001) 4 серии – проститутка
- „Рапсодия в бяло“ (2002) – Жозефина
- „Столичани в повече“ (2013 – 2014) – Стоянка